# 石谷武清
石谷 武清（いしがや たけきよ）は、江戸時代前期の旗本。

## 生涯
寛永20年（1643年）2月20日に初めて徳川家光に拝謁し、同年6月16日に小姓組に配属された。正保2年（1645年）12月28日、廩米300俵を賜る。慶安元年（1648年）4月、徳川家光が日光山に詣でる時に従った。万冶元年（1658年）3月6日御徒頭となり、同年閏12月25日廩米300俵を加えられ、同年同月28日布衣の着用を許された。万冶2年（1659年）7月27日父貞清の家督を相続し、先に賜った廩米600俵は父の養老料に宛てられた。寛文3年（1663年）4月、徳川家綱が日光山に詣でる時にその供をした。寛文11年（1671年）3月26日御目付となった。延宝元年（1673年）3月19日禁裏附となり、近江国の内に1,000石加増された。合計で2,500石を領有し、同年7月1日従五位下長門守に叙任された。延宝7年（1679年）12月6日務めを辞し寄合に入った。元禄4年（1691年）4月4日近江国の領地を下総国豊田岡田両郡に移され、元禄11年（1698年）6月相模国の領地を上総国武射・山邊二郡に移された。元禄16年（1703年）7月22日に致仕した。

## 子女
- 石谷清成

家督を相続する前に死んだため、清成の息子である石谷榮清が武清の家督を継いだ。
- 女子

佐野内蔵丞政信の妻
- 喜多見重政

喜多見藩主となるが、すぐに取り潰された。
- 女子

内藤十之丞忠廣の妻